# بونکا
بونکا (به ژاپنی: 文化 Bunka) نام عصر ژاپنی در دوره ادو بود. این دوره بعد از کیووا و قبل از  بونسی (دوره) بود. این دوره‌ از فوریه ۱۸۰۴ تا آوریل ۱۸۱۸ میلادی ادامه داشت. در این دوره امپراتور کوکاکو و امپراتور نینکو امپراتور ژاپن بودند.